# The Curious Case of Jr. Working at The Stool
The Curious Case of Jr. Working at The Stool («Загадочная история, случившаяся с Кливлендом-младшим, когда он работал в баре») — четырнадцатая серия первого сезона американского мультсериала «Шоу Кливленда». Премьерный показ состоялся 21 февраля 2010 года на канале FOX.

## Сюжет
Кливленд-младший, по настоянию отца, ищет себе работу. После неудач на скотобойне и в редакции захудалой газеты он начинает работать в баре «Сломанный табурет» (The Broken Stool) барменом, попутно помогая хозяину всячески улучшать его бизнес, внося оригинальные изменения в атмосферу бара. Кливленд-старший, недовольный происходящим, требует уволить своего сына, указывая, что он ещё слишком молод для подобной работы. В отместку Кливленд-младший начинает подменять своему отцу пиво на безалкогольные напитки, сбривает ему усы, устанавливает временны́е ограничения для завсегдатаев, и в результате этого возникает его противостояние с отцом. В конце концов отец восхищён прытью сына, и они примиряются друг с другом.
Тем временем, Роберта и Ралло готовят сюрприз для Лейси — главной соперницы Роберты в школе: она притворяется удочерённым ребёнком.

## Создание[3]
Автор сценария: Кевин Биггинс и Трэвис Боуи
Режиссёр: Джастин Ридж
Композитор:
Приглашённые знаменитости: Эшли Тисдэйл (в роли Лейси), Кристен Уиг (в роли миссис Стейплтон), Дэвид Линч (в роли Гаса) и Эдвард Аснер (в роли редактора местной газеты)

## Интересные факты